# 3884 Alferov
3884 Alferov (1977 EM1) là một tiểu hành tinh vành đai chính được phát hiện ngày 13 tháng 3 năm 1977 bởi Chernykh, N. ở Nauchnyj.